# هتون، واریک‌شر
هتون (به انگلیسی: Hatton) یک روستا و محله مدنی در بریتانیا است که در Warwick واقع شده‌است. هتون ۲٬۳۱۹ نفر جمعیت دارد.